# Aphonopelma mojave
Aphonopelma mojave är en spindelart som beskrevs av Prentice 1997. Aphonopelma mojave ingår i släktet Aphonopelma och familjen fågelspindlar. Inga underarter finns listade i Catalogue of Life.